# Lauren Scruggs
Lauren Scruggs (* 27. Januar 2003 in New York City, New York) ist eine US-amerikanische Florettfechterin.

## Erfolge
Lauren Scruggs gab im Februar 2019 beim Grand Prix in Turin ihr Debüt bei den Erwachsenen. Bereits bei den Juniorinnen hatte sie in verschiedenen Altersklassen und Disziplinen insgesamt sechs Weltmeistertitel gewonnen. Ihre erste Medaille bei den Erwachsenen sicherte sie sich bei den Panamerikameisterschaften 2023 in Lima, als sie im Einzel Bronze und mit der Mannschaft Silber gewann. Dabei unterlag sie im Halbfinale der Einzelkonkurrenz ihrer Landsfrau Maia Weintraub mit 14:15, während sie sich mit der US-amerikanischen Équipe im Finale Kanada mit 43:45 geschlagen geben musste. Ein Jahr darauf schied sie bei den Panamerikameisterschaften, die erneut in Lima stattfanden, im Einzel diesmal im Viertelfinale aus. Mit 12:15 verlor sie gegen ihre Landsfrau Jacqueline Dubrovich. In der Mannschaftskonkurrenz setzten sich die US-Amerikanerinnen diesmal hingegen durch und bezwangen im Finale Kanada deutlich mit 45:21. Die Mannschaft bestand dabei aus Scruggs, Jacqueline Dubrovich, Lee Kiefer und Maia Weintraub.
Bei den Olympischen Spielen 2024 in Paris ging Lauren Scruggs in zwei Konkurrenzen an den Start. In der Einzelkonkurrenz zog sie nach drei Siegen ins Halbfinale ein, in dem sie sich mit 15:9 gegen die Kanadierin Eleanor Harvey durchsetzte. Im Finale blieb sie mit 6:15 gegen Lee Kiefer jedoch ohne größere Chancen. Im Mannschaftswettbewerb erreichte sie gemeinsam mit Jacqueline Dubrovich, Lee Kiefer und Maia Weintraub nach einem 45:37-Erfolg gegen China zunächst das Halbfinale, das mit 45:31 gegen Kanada klar gewonnen wurde. Im Duell um die Goldmedaille trafen die US-Amerikanerinnen auf die Équipe Italiens, die mit 45:39 ebenfalls besiegt wurde, womit Scruggs mit ihren Mannschaftskolleginnen Olympiasiegerin wurde. Ein Jahr darauf wurde sie in Tiflis mit der Mannschaft außerdem Weltmeisterin.
Scruggs absolviert ein Philosophiestudium an der Harvard University, für die sie auch im College-Sport aktiv ist.